# Henry Cabot Lodge (1902–1985)
Henry Cabot Lodge (ur. 5 lipca 1902, zm. 27 lutego 1985) – amerykański polityk i dyplomata.
Dziadkiem Lodge’a był Henry Cabot Lodge, wieloletni senator ze stanu Massachusetts i przywódca republikanów w izbie wyższej amerykańskiego Kongresu w okresie prezydentury Woodrowa Wilsona, kiedy to odegrał istotną rolę w zwycięstwie filozofii izolacjonizmu. Również i jego wnuk był republikaninem.
Lodge junior został po raz pierwszy wybrany do senatu z Massachusetts w roku 1936. Zasiadał w ławach senackich do roku 1944, kiedy ochotniczo zasilił szeregi armii, jako pierwszy czynny senator od czasów secesyjnej. Dosłużył się w tym czasie stopnia podpułkownika. Powrócił do izby w roku 1946.
W roku 1952, który był ogólnie rokiem republikanów, kiedy to przejęli po raz pierwszy od 20 lat Biały Dom z rąk demokratów, ale Lodge, ubiegający się o ponowny wybór, został pokonany przez ówczesnego kongresmena Johna F. Kennedy’ego.
Jednakże pozostał na scenie, gdyż prezydent Dwight D. Eisenhower mianował go ambasadorem USA przy ONZ. Ambasador przy ONZ jest jednocześnie członkiem gabinetu. Lodge zajmował to stanowisko do roku 1960.
W wyborczym roku 1960 prezydent Eisenhower nie mógł ubiegać się o trzecią kadencję, więc kandydatem prezydenckim rządzącej partii został wiceprezydent Richard Nixon, który swoim partnerem na liście mianował Lodge’a. Jednakże tandem Nixon-Lodge przegrał wówczas z demokratami Kennedym i Lyndonem B. Johnsonem.
W roku 1963 prezydent Kennedy mianował dawnego rywala ambasadorem w Wietnamie Południowym. Zajmował tę pozycję do roku 1964.
W tym też roku nieoczekiwanie wygrał prawybory republikańskie w stanie New Hampshire, pokonując późniejszego tegorocznego nominata i skrajnego konserwatystę Barry’ego Goldwatera. Liberalne skrzydło republikanów, do którego należeli m.in. Lodge oraz gubernatorzy Nelson Rockefeller z Nowego Jorku czy William Scranton z Pensylwanii, bezskutecznie starało się odebrać Goldwaterowi nominację. Goldwater przegrał we właściwych wyborach z urzędującym prezydentem Johnsonem.
W roku 1965 prezydent Johnson ponownie mianował go ambasadorem w południowym Wietnamie. Lodge pełnił też potem funkcję ambasadora do specjalnych poruczeń (1967–1968), ambasadora w RFN (1968–1969). W roku 1969 prezydent Nixon mianował go szefem delegacji USA na konferencji pokojowej w Paryżu. Jego ostatnią funkcją było stanowisko ambasadora przy Stolicy Apostolskiej w latach 1970–1977.